# 1986年までの名古屋鉄道ダイヤ改正
本項では1987年1月1日改正ダイヤより前の名古屋鉄道ダイヤ改正（なごやてつどうダイヤかいせい）について記述する。
- 1987年1月1日改正から2005年1月29日白紙改正に至るまでのダイヤについては1987年から2004年までの名古屋鉄道ダイヤ改正を参照。
- 2005年1月29日白紙改正以降のダイヤについては2005年からの名古屋鉄道ダイヤ改正を参照。

## 1920年代

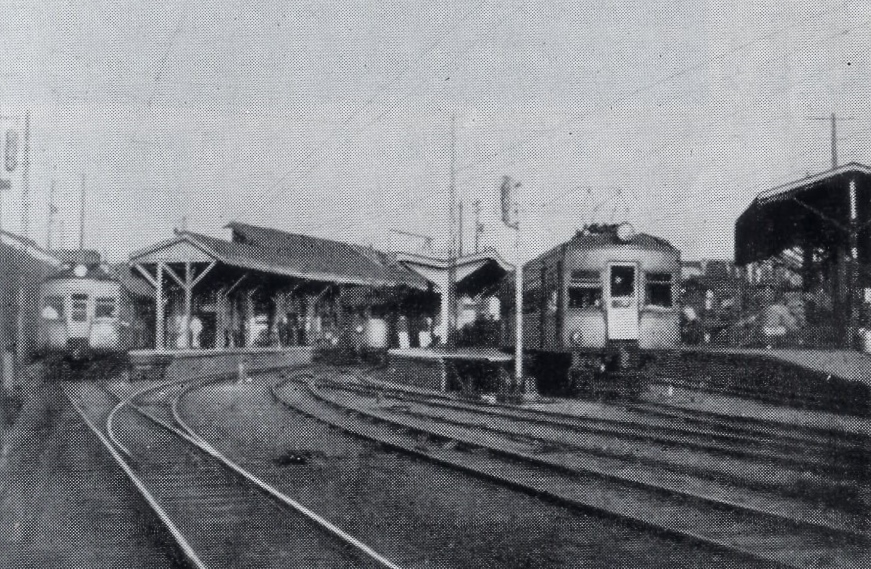
“郡部線”に注力（名古屋鉄道）

1923年5月1日改正（名古屋鉄道）
- 一宮線、犬山線に急行を新設[1]。柳橋駅 - 岩倉駅 - 東一宮駅間44分。岩倉駅（一宮線急行と連絡） - 犬山間27分。毎時各1本[2][3]。

1924年10月26日改正（愛知電気鉄道）
- 岡崎線鳴海駅 - 有松裏駅間の複線化に伴うダイヤ改正。普通急行を新設[4]。

1925年6月15日改正（愛知電気鉄道）
岡崎線の架線電圧昇圧に伴うダイヤ改正。
- 普通急行を廃止し特急を4往復新設[4]。
- 阿野駅折返し列車を鳴海駅折返しに変更[4]。

1926年4月1日改正（愛知電気鉄道・豊川鉄道）
豊橋線東岡崎駅 - 小坂井駅間開業、矢作橋駅 - 東岡崎駅間複線化に伴うダイヤ改正。
- 神宮前駅 - 吉田駅間（小坂井駅で豊川鉄道に乗換）の連絡運転開始[5]。
- 豊川鉄道線への直通列車を設定（神宮前駅 - 豊川駅間）[5]。急行4往復、普通列車は30分毎設定[6]。

1926年9月1日改正（美濃電気軌道・谷汲鉄道）
- 谷汲鉄道と美濃電気軌道北方線との直通運転を開始（忠節駅 - 黒野駅 - 谷汲駅間）[7]。

1927年4月1日改正（名古屋鉄道）
- デボ650形電車・デセホ700形電車を投入。本数増発とスピードアップを実施[8]。

1927年6月1日改正（愛知電気鉄道・豊川鉄道）
- 豊川鉄道線との供用区間（伊奈[注釈 1] - 平井信号所 - 吉田駅間）が開通し、豊橋線全通。小坂井駅を経由せずに吉田駅に乗り入れるようになり、神宮前駅 - 吉田駅間に特急（所要時間63分、1往復のみ）と急行（所要時間72分）が設定された[8]。

1928年3月21改正（名古屋鉄道）
- 高山線。同駅 - 美濃電気軌道笠松駅間のバス連絡運輸を実施[9]。

1928年4月15日改正（愛知電気鉄道）
- 名古屋市電東郊線との連絡駅として堀田駅が開業。特急以下すべての列車が堀田駅に停車[10]。井戸田駅は特急停車駅から普通停車駅に降格[11]。

1928年7月28改正（名古屋鉄道）
- 鉄道省高山線の飛騨金山駅延伸に合わせたダイヤ改正。新鵜沼駅（鵜沼駅）で高山線と連絡する急行を3往復設定[9]。

1928年10月1日改正
この日、複数の事業者が同時にダイヤ改正を実施している。
名古屋鉄道
- 津島線ダイヤ改正。新川橋駅が急行通過駅に降格（地元自治体の要望により、一部の急行は特別停車として停車を維持）。

愛知電気鉄道・碧海電気鉄道
- 碧海電気鉄道の全通とそれに伴う西尾線（平坂線含む）の設備改良に伴うダイヤ改正。
  - 碧電西尾口駅（仮） - 西尾駅間が開通し、碧海電気鉄道と愛知電気鉄道西尾線とが西尾駅で接続。西尾線の改軌・600V電化、碧海電気鉄道線の降圧（1500V → 600V）を実施して規格を統一し、相互直通運転開始（今村駅 - 吉良吉田駅間）。
  - 西尾口駅（仮）、鎌谷駅開業。西尾駅付近の経路を変更し、天王門駅を廃止。

東美鉄道
- 広見駅 - 御嵩駅間を改軌電化（太多線として国有化された区間（多治見駅 - 広見駅）も同時に改軌）。広見駅付近の経路を変更し、途中区間に前波駅開業。
- 太多線との直通運転を廃止。
- 顔戸駅開業。

## 1930年代

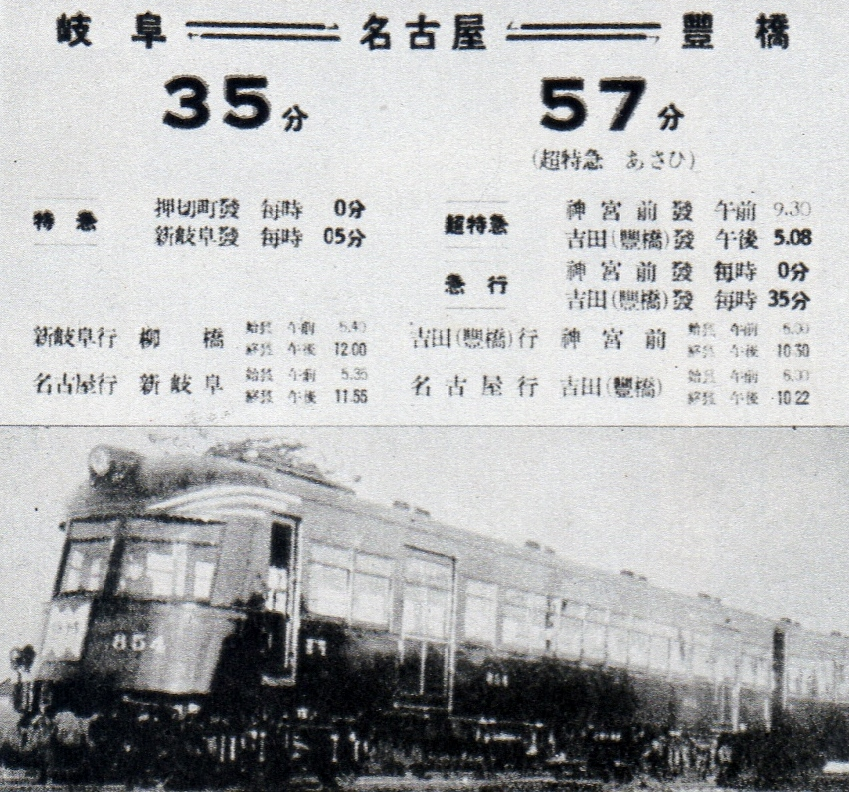
省線とのスピード競争

1930年9月20日改正（愛知電気鉄道）
- 豊橋線ダイヤ改正。超特急（所要時間57分・1往復）を新設し、特急と急行もスピードアップ（特急60分・3往復、急行70分・毎時1本）[15][16]。

1930年11月2日改正（名岐鉄道）
- 一宮・犬山線ダイヤ改正。鉄道省高山本線の下呂駅延伸に伴い、高山線連絡の特急を新設[9]。

1931年4月1日改正（愛知電気鉄道・知多鉄道）
- 常滑線ダイヤ改正。知多鉄道との直通運転を開始（神宮前駅 - 成岩駅間）[17]。

1932年7月1日改正（愛知電気鉄道・知多鉄道）
知多鉄道河和口駅延伸に伴う常滑線・知多鉄道ダイヤ改正。
- 知多鉄道が特急運転を開始（40分・1往復）。急行も毎時1本設定（47分）[18]。
- 常滑線の急行を上り2本、下り3本に増発。

1932年10月8日改正（名岐鉄道）
- デセホ750形電車2両を用いた鉄道省高山本線直通運転を開始（柳橋駅 - 下呂駅間、1往復）。高山本線内は省線列車に連結[19]。

1935年4月15日改正（愛知電気鉄道・豊川鉄道・鳳来寺鉄道・三信鉄道）
- 「天龍号」による豊川鉄道・鳳来寺鉄道・三信鉄道への直通運転を開始（神宮前駅 - 中部天竜駅間）[20]。

1935年4月29日改正（名岐鉄道）
- 名岐線新一宮駅 - 新笠松駅間が開業し、押切町駅 - 新岐阜駅間が全通。同区間に特急を新設（所要時間34分）[20]。

1936年11月10日改正（三河鉄道）
- 本線三河鹿島駅 - 蒲郡駅間が開業し、西中金駅 - 蒲郡駅間が全通。刈谷駅よりも東京方面寄りにある蒲郡駅にて省線と接続したことに伴い、「上り」「下り」の向きを逆転[21]。

## 1940年代

“東部線”と“西部線”

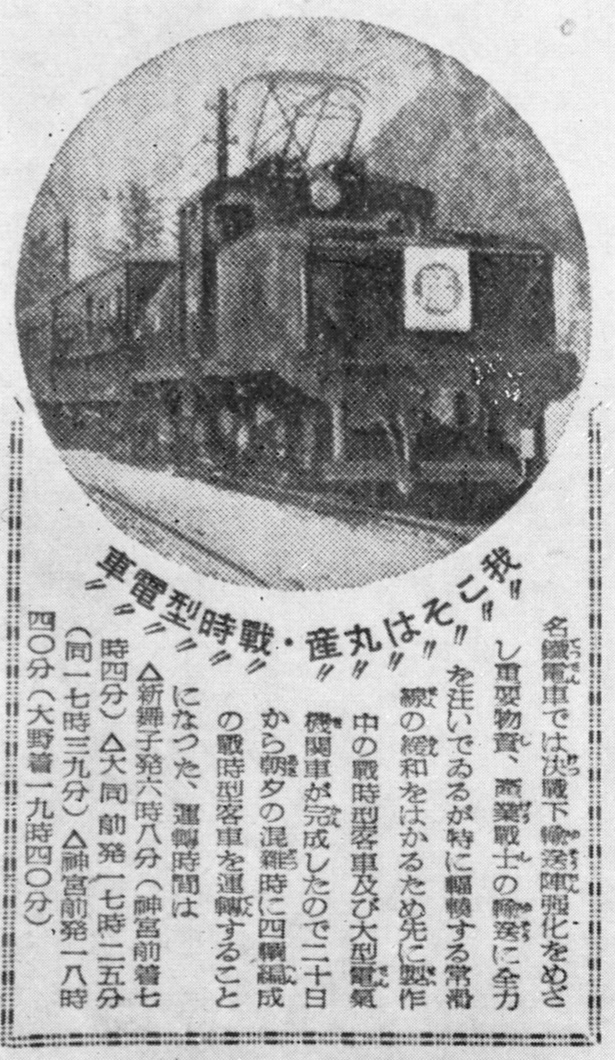
戦時輸送に対応
（1943年夏改正）

1940年2月3日改正
- 電力調整令の発布によるダイヤ改正。節電のため閑散時間帯の列車整理、終電繰り上げなど運行本数を削減[22]。

1940年7月1日改正
- 東部線区間に戦時ダイヤを適用[23]。

1940年9月1日改正
- 西部線区間に戦時ダイヤを適用[23]。

1940年10月10日改正
- 高山本線直通運転の運行を鉄道省ナハフ14100形3等客車[23]2両を自社線内に乗入れさせる形に変更（押切町駅 - 新鵜沼駅間は自社製電動客車2両が3等客車を牽引）。新鵜沼駅（省線側は鵜沼駅）で客車を富山行き列車に連結して富山駅まで運転[注釈 2][25]。

1941年6月12日改正
- 豊橋線ダイヤ改正。混雑時の輸送力を強化[注釈 3][26]。

1941年8月12日改正
新名古屋駅開業に伴う西部線のダイヤ改正。
- 一宮線東枇杷島信号所 - 柳橋駅間廃止[23]。
- 津島線須ヶ口駅 - 枇杷島橋駅間と新規開業区間（東枇杷島信号所 - 新名古屋駅）を名岐線に編入[27]。新名古屋駅 - 新岐阜駅間を名岐線とする[23]。
- 一宮線枇杷島橋駅 - 岩倉駅間を犬山線に編入[27]。
- 名岐線の特急をスピードアップ[28]。新名古屋駅・新一宮駅・新岐阜駅にのみ停車し、所要時間34分。毎時1本（朝夕時は2本）運行[29]。急行も毎時2本に増発[29]。
- 一宮線の急行は7・8時台および14-20時台のみの設定に削減。昼間帯は岩倉駅 - 東一宮駅間が普通になる準急に変更。津島線の急行も6-8時台と15-18時台のみの設定となる[29]。
- 高山本線直通運転列車の列車種別を直通急行（直急）に変更[29]。

1943年2月1日改正
- 西尾線吉良吉田駅を三河線三河吉田駅に統合。また、三河吉田駅 - 三河鳥羽駅間を1500Vから600Vに降圧し、西尾線と直通運転開始[30]。

1943年2月2日改正
- 岐阜市内線などで実施。ラッシュ時に急行を設定[31]。
- 高富線の運転間隔を多客時に限り20分ごとから15分ごとに増発[31]。

1943年夏改正（8月20日?）
- 常滑線ダイヤ改正。通勤時間帯にデキ600形電気機関車牽引による工員輸送専用列車（通称「丸産列車」）の運転を開始[32]。
- 正確なダイヤ改正時期は不明だが、当時は他線区においても丸産列車が多数設定され、一般客の乗車は制限された。例えば各務原線では長住町駅 - 三柿野駅間無停車の急行列車などが設定され、軍需工場への工員輸送への対応に当たっていた[33]。

1944年1月改正
- 東部線ダイヤ改正。特急を廃止し、急行・半急行毎時1本程度の設定となる[34]。
- 改正時期は不明だが、西部線の特急も同時期に廃止されている[29]。

1944年12月21日改正
東西連絡線の全線複線化による名岐線ダイヤ改正。
- 金山駅 - 新岐阜駅間を名岐線とし、豊橋駅 - 金山駅間を豊橋線とする[35]。

1947年4月23日改正
- 東幡豆駅 - 蒲郡駅間[注釈 4]を600V電化。三河鳥羽駅乗換を廃し、蒲郡駅から碧西線方面への直通運転を開始[36]。

1948年5月16日改正
4日前の西部線昇圧工事完成に伴う白紙改正。
- 路線名の大幅な改称・区間の変更を実施[37]。
  - 豊橋線と名岐線を統合して名古屋本線とした。
  - 三河線三河吉田駅 - 蒲郡駅間を蒲郡線として分離。
  - 東美線を広見線に編入し、犬山駅 - 御嵩駅間を広見線、伏見口駅 - 八百津駅間を八百津支線（八百津線）とした。
  - 碧西線を西尾線に変更（旧・西尾線は休止中で、1959年に廃止される）。
  - 岡崎線を挙母線に変更。
  - 知多線を河和線に変更。
  - 小牧線を岩倉支線とし、大曽根線を小牧線とした。
  - 蘇東線を起線に変更。
  - 平坂線を平坂支線に変更。
- 旧名岐線・旧豊橋線間の東西直通運転を開始。豊橋駅 - 新岐阜駅間に特急（2時間5分で走破）と急行（同2時間26分）、東岡崎駅 - 新岐阜駅間に準急（同1時間48分）をそれぞれ毎時1本ずつ設定[37]。新名古屋駅を通る列車本数は136本から296本に増加し、名古屋本線の輸送力が平均して45%増加した[38]。
- 犬山線、一宮線、津島線列車を名古屋本線直通とし、神宮前駅発着とした[37]。
- 常滑線、河和線（常滑駅・河和駅 - 神宮前駅“西駅”間）の朝夕時間帯に急行を設定[39]。
- 西清洲駅を新清洲駅に改称。

1948年7月5日改正
- 車両不足による運転本数の削減。昼間帯などの豊橋駅 - 新岐阜駅間の特急を運休とし、津島線列車を神宮前駅から新名古屋駅発着に縮小[40]。

1949年9月25日改正
- 一宮線に準急[41]、急行[42]を新設。
- 津島線の新名古屋駅発着列車を堀田駅まで延長[40]。
- 豊橋駅 - 神宮前駅・金山駅間の普通を須ヶ口駅まで延長[40]。

1949年10月1日改正
- 豊川市内線ダイヤ改正。朝夕時の一部列車のみ停車していた第二師範前駅、高等師範前駅に全ての列車が停車[43]。

## 1950年代

庄内川橋梁の曲線改良
（1959年4月1日改正）

知立駅の移転
（1959年4月1日改正）

1950年7月10日改正
- 常滑線・河和線と名古屋本線とで直通運転開始[44]。河和駅 - 新名古屋駅間を急行、新名古屋駅 - 新岐阜駅間を特急として運転[39]。
- 広見線のダイヤを35分間隔から30分間隔に[44]。

1950年8月1日改正
- 瀬戸線に急行を新設[44]。

1950年9月17日改正
1950年10月1日から国鉄が東海道本線に設定した快速列車（豊橋駅 - 名古屋駅・大垣駅間）に対抗する意図で実施されたダイヤ改正。
- 豊橋駅 - 新岐阜駅間の特急所要時間を1時間50分[45][46]、急行所要時間を2時間10分に短縮[47]。
- 三河線に知立信号所を介した名古屋本線直通特急を設定[45][46]。
- 犬山線に国鉄高山本線連絡急行を新設[45][46]。
- 西尾線のダイヤを35 - 45分間隔から30分間隔に[46]。

1951年3月21日改正
- 正式に安城支線の旅客営業を開始。新安城駅を安城駅に改称[48]。

1951年7月15日改正
- 3850系電車就役。東岡崎駅 - 新岐阜駅間の準急を豊橋駅まで延長[46]。

1951年10月7日改正
- 常滑線、河和線ダイヤ改正。犬山線直通列車を増発[49][46]。河和駅 - 新鵜沼駅間に毎時1本急行を設定[50]。

1952年12月28日改正
12月14日の尾西線昇圧に伴うダイヤ改正。
- 津島線列車を尾西線弥富駅まで延長運転。新一宮駅経由での尾西線・名古屋本線直通列車を朝夕2往復設定[51]。

1953年6月28日改正
東海道本線浜松駅 - 名古屋駅間の電化（電気機関車運転）に対抗するために実施されたダイヤ改正。
- 名古屋本線の最高速度を95km/hから100km/hにスピードアップ。豊橋駅 - 新岐阜駅間の特急所要時間を1時間38分[52][53]、急行所要時間を1時間55分に短縮[54]。
- 昼間帯の豊橋駅 - 新名古屋駅間の特急毎時1本を復活[54]。
- 三河線直通特急を毎時4本に増発[54]。

1954年8月8日改正
- 小牧線ダイヤ改正。交換設備を整備しスピードアップ[55]。

1954年11月15日改正
- 常滑線、河和線列車の大半を名古屋本線直通に変更[56][55]（43本→131本[57]）。神宮前駅折返しだった犬山線の列車などが常滑線、河和線直通列車となる[57]。

1955年6月26日改正
- 瀬戸線ダイヤ改正[58]。

1955年8月28日改正
- 岡崎市内線ダイヤ改正。岡崎井田駅の交換設備新設に伴い岡崎駅前駅 - 岡崎井田間の運行本数を8分間隔に増発[58]。

1955年9月25日改正
東海道本線名古屋駅 - 米原駅間も電化されたことで国鉄は名古屋地区に80系電車（湘南形電車）を投入。1955年7月より電車運転を開始したため、本改正は国鉄電車運転への対抗を主目的としたものとなり、「待たずに乗れる名鉄電車」というキャッチフレーズの下、ダイヤの拡充が図られた。
- 新名古屋駅 - 新岐阜駅間の特急・急行を大増発し、特急の一部を6両編成化[61][58]。支線直通列車も増発[59]。
- 混雑時間帯に一部の特急が新木曽川駅に特別停車[62]。
- 三河線直通特急（知立信号所経由）を増発。三河平坂駅発着、猿投駅発着列車を新設し、西中金方面（山線）にも直通列車が登場[63]。
- 豊橋駅 - 新名古屋駅間を急行、新名古屋駅 - 新岐阜駅間を特急とする列車を設定[58]。
- 新名古屋駅 - 新岐阜駅間を特急運転していた河和線直通急行が全区間急行運転となる[39]。
- 各務原線のスピードアップ[62]。準急新設[64]。

1956年3月11日改正
- 西尾線西尾駅 - 名古屋本線栄生駅間に急行を1往復設定（3600系複電圧車両を使用）[65][58]。

1957年3月17日改正
- 犬山線ダイヤ改正。スピードアップ[66]。豊橋駅 - 新鵜沼駅間の急行を新設[63]。

1957年10月1日改正
- 5200系12両（2連6編成）、3700系2両（2連1編成）を投入[67]。
- 名古屋本線、三河線、西尾線などで列車増発[67]。
- 津島線直通列車のうち（一部時間帯の）約半数の列車を神宮前駅 - 須ヶ口駅間急行運転に変更[67]。

1958年9月7日改正
- 竹鼻線ダイヤ改正。牧野駅を交換可能駅としスピードアップ[68]。

1959年4月1日改正
知立駅の移転開業、庄内川橋梁の改築、広江駅 - 新岐阜駅間の複線化といった名古屋本線の設備改良と5500系電車投入を機に実施された白紙改正。この改正で登場した5500系電車は、量産車としては日本国内初となる特別料金が不要な冷房付き車両であった。
- 知立駅移転に伴い旧知立駅を線別に分離。名古屋本線側を東知立駅、三河線側を三河知立駅とする[68]。また、竹鼻線西竹鼻駅を羽島駅に改称[68]。
- 昼間帯に三河線直通列車（碧南駅 - 栄生駅間）を毎時1本設定[68][70]。直通本数が従来の8本から31本に増加[71]。三河線では急行、名古屋本線では特急運転[63]。
- 新名古屋駅 - 新岐阜駅間の特急所要時間を32分から30分に短縮[68]。
- 新木曽川駅、須ヶ口駅、栄生駅、今村駅のホーム6両化に伴い[72]、急行列車の一部を6両編成に増強[69]。
- 新鵜沼駅で高山本線の列車と連絡する列車を全て急行に変更[73]。
- 一宮線の準急を廃止[41]。
- 新岐阜駅 - 笠松駅間の区間列車（4本）を延長し、新岐阜駅 - 新木曽川駅間の運転とする[74]。
- 常滑線朝ラッシュ時の尾張横須賀駅および寺本駅折返し列車各1本を古見駅折返しに延長。古見駅始発列車はこれで4本となる[74]。
- 河和線の普通列車運用の一部をHL車からAL車に変更し、所要時間を4分短縮[75]。
- 津島線の重軌条化完了。弥富駅 - 新名古屋駅間の普通列車の所要時間を44分に短縮[73]。
- 各務原線、広見線、小牧線、竹鼻線の増強のため車両を配置転換。蒲郡線の1500V昇圧に伴う車両配置転換までの暫定措置として複電圧車3600系を各務原線に投入し、余剰となる電動車1両を各務原線から広見線・小牧線運用に変更、さらに小牧線の電動車1両を竹鼻線に転属[75]。
- 揖斐線・谷汲線の夕ラッシュ時の運転間隔を短縮。忠節駅 - 黒野駅間は18分から15分、黒野駅 - 本揖斐駅・黒野駅 - 谷汲駅間は36分から30分に[73]。瀬戸線から揖斐線に電動車を1両転属させ、谷汲線の単車をボギー車に置き換え[75]。
- 各線でスピードアップを実施[69][75]。
  - 名古屋本線の最高速度を100km/hから105km/hに。
  - 津島線の最高速度を65km/hから85km/hに。
  - 尾西線の最高速度を60km/hから70km/hに。
  - 三河線の最高速度を65km/hから75km/hに。
  - 挙母線の最高速度を60km/hから70km/hに。
  - 揖斐線の最高速度を50km/hから55km/hに。
  - 谷汲線の最高速度を40km/hから55km/hに。

1959年7月12日改正
- 蒲郡線を600Vから1500Vに昇圧し、直通運転先を西尾線から三河線に変更。西尾線は複電圧車両を除いて今村駅 - 三河吉田駅間の線内運転のみとなる[76]。

## 1960年代

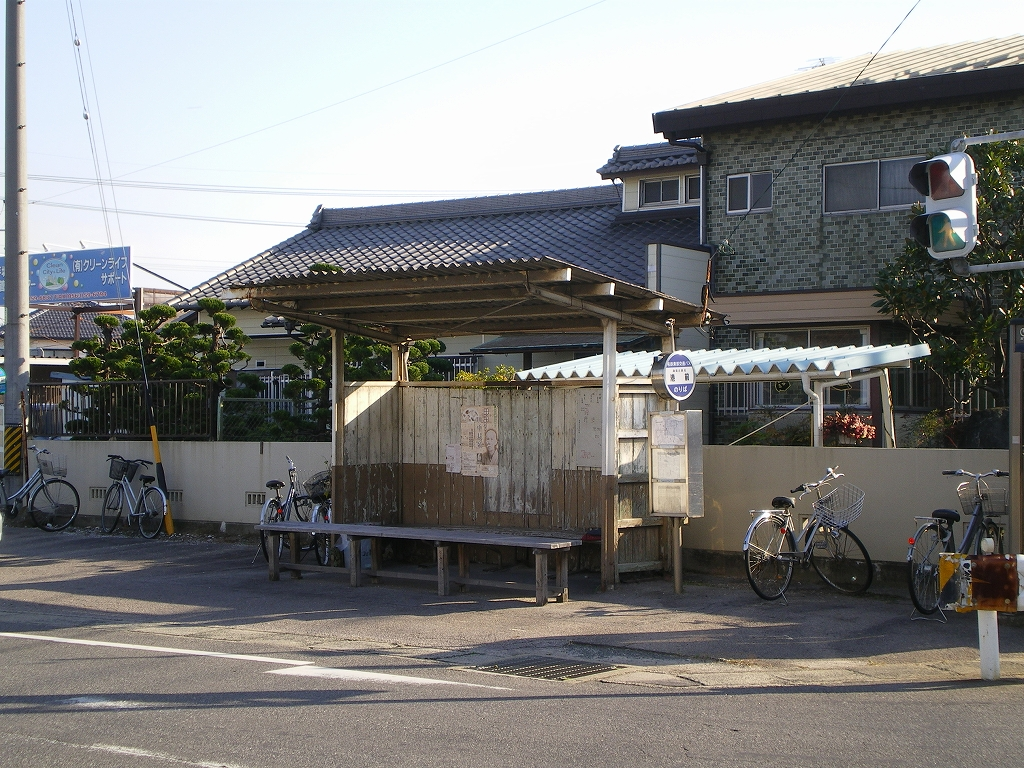
閑散路線の廃止とバス化
（1960年3月27日改正）

7000系（パノラマカー）の登場
（1961年6月12日改正）

神宮前駅の配線整理と“西駅”の廃止
（1963年3月25日改正）

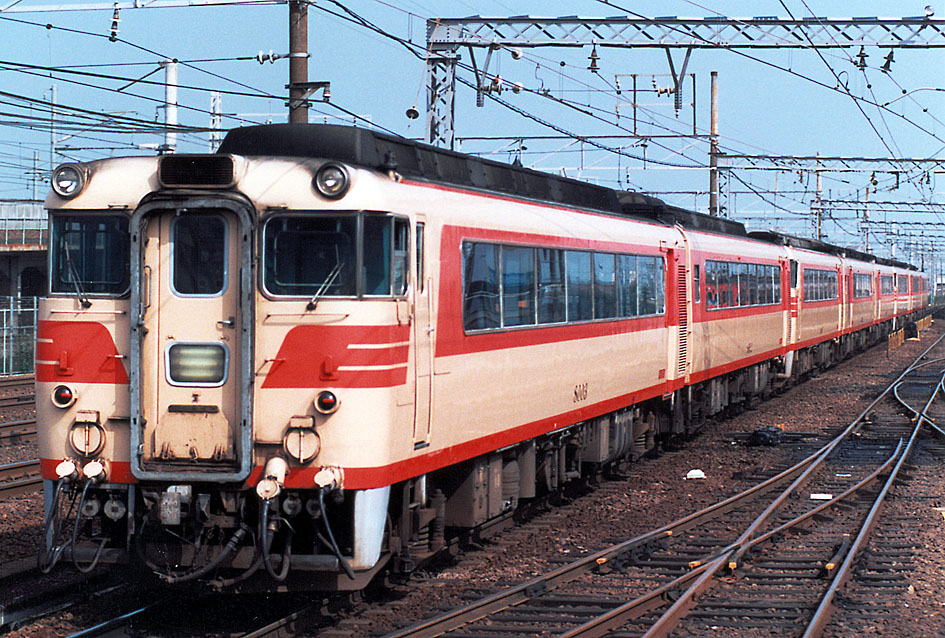
高山本線乗り入れ運転の復活
（1965年8月5日改正）

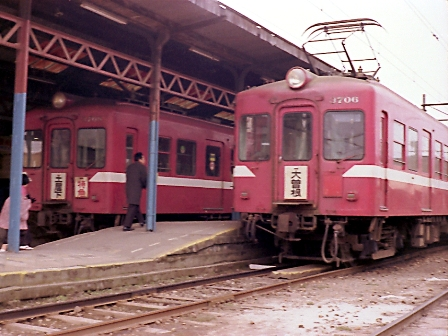
瀬戸線に特急列車
（1966年3月16日改正）

全線に張り巡らされた特急列車網
（1969年7月6日改正）

1960年3月27日改正
- 西尾線を600Vから1500Vに昇圧し、前回改正で三河線に変更された蒲郡線の直通運転先を再び西尾線に変更。昇圧前の直通運転で90分かかっていた今村駅 - 蒲郡駅間の所要時間を75分に短縮。また、今村駅 - 西尾駅間の急行を新設[76]。西尾線の最高速度を55km/hから80km/h、蒲郡線の最高速度を55km/hから70km/hにスピードアップ[77]。
- 平坂支線を廃止しバス化[76]。

1960年10月2日改正
- 休日ダイヤを設定。「ライン号」「南知多号」「いらこ号」「三ヶ根号」といった観光列車の運行開始[78]。
- 特急「ながら1号」「ながら2号」（豊橋駅 - 新岐阜駅間、知立駅通過）を設定、5500系6両で運転された。豊橋方の2両を「ファミリーカー」と称した家族専用車とし、名鉄初の座席確保制列車となった[78]。

1960年12月5日改正
- 広見線、小牧線ダイヤ改正。伏見口駅における御嵩・八百津方面列車の分割併合を廃止し、各方面列車の交互運行に変更[78]。

1961年4月10日改正
- 竹鼻線などダイヤ改正。3600系複電圧車両を使用した新岐阜駅 - 大須駅間の直通列車を7往復設定[79]。

1961年6月12日改正
- パノラマカーこと7000系電車が3編成登場（改正前の6月1日より運用開始）。豊橋駅 - 新岐阜駅間の特急に投入され、名古屋本線における最高速度を従来の105km/hから110km/hにスピードアップ。昼間帯の豊橋駅 - 新岐阜駅間の所要時間を上り83分、下り85分に短縮[79]。
- 犬山線でも6両編成運転を開始[79]。
- 津島線の朝夕時間帯に急行（線内ノンストップ）と準急を設定[64]。
- クロスシート車両増備に伴い、ラッシュ時を除く特急、急行列車は原則としてクロスシート車両を使用。3800系電車などのロングシート車両の一部はラッシュ時専用とした[80]。

1962年3月26日改正
- 名古屋本線などダイヤ改正。河和線の部分複線化、神宮前駅の留置線撤去に伴う調整[81]。

1962年6月25日改正
竹鼻線昇圧工事完成と7000系電車増備に伴うダイヤ改正。
- 名古屋本線の特急を増発し、豊橋駅 - 新鵜沼駅間の「ラインパーク号」を冷房化[81]。
- 竹鼻線の最高速度を60km/hから85km/hにスピードアップ。列車は全て名古屋本線新岐阜駅まで延長運転[81]。
- 尾西線の最高速度を70km/hから85km/hに[81]。
- 犬山線優等列車のダイヤを新鵜沼駅での高山本線接続重視から等間隔に変更[82]。

1963年2月7日改正
- 常滑線ダイヤ改正。神宮前駅 - 豊田本町駅間の所要時間短縮[83]。

1963年3月25日改正
- 神宮前駅“西駅”への定期旅客運行廃止（臨時便と貨物は存続）。常滑線からの全列車が名古屋本線直通となる[84][85]。

1963年7月22日改正
- 美濃町線ダイヤ改正。スピードアップ[84]。

1963年12月1日改正
- パノラマカー7500系電車24両（6連4編成）を投入[86]。
- 名古屋本線の特急を日中に毎時1本増発し毎時2本の運転とする[84]。
- 犬山線・常滑線・河和線の特急を5000系電車などに置き換えて最高速度100km/hにスピードアップ。

1963年12月23日改正
- 尾西線ダイヤ改正。新一宮駅尾西線ホームを1線撤去し棒線化[84][87]。

1964年3月15日改正
- 各務原線の電圧を600Vから1500Vに昇圧し、最高速度を65km/hから85km/hに。苧ヶ瀬駅 - 新鵜沼駅間を複線化し、新鵜沼駅の配線を変更して、犬山線との直通運転を開始[84]。新岐阜駅 - 犬山駅 - 新名古屋方面に急行・準急上下68本設定[88]。

1964年9月14日改正
- 各線で特急を増発、定期運転化[89]。
  - 名古屋本線の特急を日中に毎時1本増発し毎時3本の運転とする。これにより同区間を走る急行は待避が必要となり、上下線とも今村駅で特急を待避するようになる[90]。
  - 河和線の特急を毎時1本（新岐阜駅 - 河和駅間[91]）設定。
  - 新一宮駅 - 碧南駅間に特急列車を設定（三河線内は各駅停車）。「快速特急」と命名された[92]。
  - 西尾線の臨時特急「三河湾号」を5500系電車による定期運転とする。
- 西尾線直通準急を2時間毎から1時間毎に増発[89]。名古屋本線では東岡崎駅発着列車と併結運転[63]。

1964年10月1日改正
- 小牧線を600Vから1500Vに昇圧し、最高速度を70km/hから75km/hに。犬山駅 - 小牧駅間を毎時2本に増発し、新鵜沼駅 - 上飯田駅間の直通運転開始[89]。

1965年3月21日改正
広見線と八百津支線の電圧が600Vから1500Vに昇圧され、名古屋本線と直通する全区間の昇圧が完了した。
- 広見線の最高速度を70km/hから75km/hに。
- 西尾線の最高速度を80km/hから90km/hに。
- 犬山線に特急を新設。他方で、豊橋駅 - 新鵜沼駅間の急行が廃止された[63]。

1965年6月14日改正
- 瀬戸線ダイヤ改正。休日ダイヤを導入[93]。

1965年6月21日改正
- 谷汲線ダイヤ改正。一部列車が稲富駅・結城駅通過に[93]。

1965年8月5日改正
- キハ8000系気動車による高山本線乗り入れ運転再開。準急「たかやま」が神宮前駅 - 高山駅間を運転[93]。

1965年9月1日改正
東部貨物営業の整理縮小。これにより貨物ダイヤが削減され、旅客ダイヤ設定の自由度が高まった。
- 熱田駅（神宮前駅接続）の貨物中継を廃止し、名電築港駅・名古屋臨海鉄道経由の笠寺駅中継に変更。
- 豊橋駅の貨物中継を廃止し、三河線・西尾線の貨物列車は刈谷駅中継に集約。豊橋駅 - 美合駅間の貨物運用消滅。

1965年9月15日改正
- 名古屋本線の特急を日中に毎時1本増発し毎時4本体制に。所要時間を豊橋駅 - 新名古屋駅間54分、新名古屋駅 - 新岐阜駅間を26分に短縮[93]。美合駅 - 新一宮駅間を急行、新一宮駅 - 新岐阜駅間を特急とする列車を設定[96]。
- 犬山線の特急を毎時2本に増発[97]。直通先の広見線、八百津支線、各務原線内も特急運転[98][94]。各務原線・広見線直通特急（新岐阜駅 - 犬山駅 - 八百津駅・御嵩駅間）も設定[99]。
- 西尾線、蒲郡線に特急を新設。栄生駅 - 蒲郡駅間に1日2往復運転[100][98]。
- 河和線の特急（河和駅 - 新岐阜駅間）を「南知多号」と呼称するようになる。また、河和駅 - 新一宮駅間を急行、新一宮駅 - 新岐阜駅間を特急とする列車を設定[39]。
- 常滑線に特急を新設。新名古屋駅 - 常滑駅間の所要時間39分[93]。
- 小牧線に急行を新設。上飯田駅 - 犬山駅間の所要時間30分[93]。
- 三河線と広見線の直通特急を統合。知立駅で豊田市方面と吉良吉田方面とを分割併合[93]。

1965年10月1日改正
- 国鉄高山本線の時刻改正と遅延防止の微修正を実施[93]。

1965年12月15日改正
- 津島線ダイヤ改正。名古屋本線直通特急（神宮前駅 - 津島駅 - 弥富駅間）を設定し、尾西線（弥富方面）に特急を新設[64]。

1965年12月30日改正
- 豊橋駅 - 新名古屋駅間にキハ8000系の間合い運用による座席指定特急を1往復設定[93]。

1966年3月16日改正
- 瀬戸線ダイヤ改正。大津町駅 - 尾張瀬戸駅間に毎時2本特急を新設。急行・普通もスピードアップ[101]。

1966年3月25日改正
特急列車を各線で増強。
- 夕方ラッシュ時にも新名古屋駅 - 豊橋駅間にディーゼル特急を1往復設定[101]。
- 常滑線の特急を尾西線弥富駅まで延長（新名古屋駅→弥富駅間は普通）[39][64]。
- 各務原線の特急を名古屋本線東部まで延長（美合駅、東岡崎駅 - 新名古屋駅間は急行）[63]。
- 西尾線・蒲郡線の特急を毎時2本に増発[101]。
- 三河線の特急（“快速特急”）が三河線内でも特急運転を開始[101]。
- 豊川線に特急新設[101]。豊川線内は諏訪町駅のみ停車。毎時1本程度[102]。
- 挙母線に特急新設[101]。
- 普通列車の一部が東知立駅・塩津駅・三河鹿島駅を通過するようになる[101]。

1966年6月21日改正
- 岐阜市内線ダイヤ改正。朝ラッシュ時の岐阜駅前駅 - 忠節駅間で急行運転開始[101]。

1966年7月26日改正
- 犬山線特急を毎時2本設定[97]。

1966年12月25日改正
- 8両編成運転を開始。従来6両運転だった朝7時-9時台の特急・急行列車計3本の運用のうち、東岡崎駅 - 新一宮駅間のみ8両で運行[103][104]。このほか1列車が6両から7両に増強[104]。
- 昼間帯の名古屋本線、犬山線の特急を完全毎時4本体制に。津島線、常滑線、河和線、西尾線、蒲郡線、広見線、八百津支線の特急を完全毎時2本体制に[105][94]。また、直通する支線系統を一部変更。
  - 名古屋本線東部へ直通（新名古屋駅から急行）していた各務原線の特急は河和線に直通するようになり、河和線の特急はこの変更で毎時2本運転となった[39]。
  - 栄生駅発着だった西尾線・蒲郡線の特急が津島線・尾西線へ直通するようになる[100]。一部列車は蒲郡線内普通、西尾線内急行として運転[63]。
  - 津島線・尾西線へ直通（神宮前駅から普通）していた常滑線の特急は名古屋本線西部に直通するようになる（ただし新名古屋駅から急行）[39]。
- 河和駅 - 新岐阜駅間に設定された急行（新一宮駅から特急）の種別変更が国府宮駅で行われるようになった[39]。
- 豊橋駅 - 東岡崎駅間の普通を豊橋駅から伊奈駅折返しに変更[105]。豊橋駅へは伊奈駅で毎時1本運行される急行に乗り換え[106]。
- 三河線の急行を増発[104]。
- 竹鼻線に急行を新設[105]。9時-15時台に新岐阜駅 - 大須駅間毎時1本運行[104]。
- 瀬戸線の特急を5本増発し、9時-11時台の特急を20分間隔で設定[104]。
- 直前の12月1日には、国鉄乗り入れ急行「たかやま」が飛騨古川駅発着に変更された[105]。

1967年8月22日改正
岐阜線（岐阜市内線、美濃町線、揖斐線、谷汲線）、瀬戸線以外で実施。特急（料金不要）による都市間連絡ネットワークを強化した改正。本線系の路線で急行を廃止し、優等列車はすべて特急か準急に統合。名古屋本線の特急を57本増発する一方で、普通列車の本数を積極的に削減。
- 新岐阜駅発着の西尾線直通特急を新設。新岐阜駅 - 今村駅間では特急が毎時6本運転となる[108]。また、本線特急は原則パノラマカーか冷房付き車両を充当[110]。
- 支線直通特急の増発・新設により、西尾線・蒲郡線、三河線（碧南方面）、常滑線、河和線、広見線、八百津支線、各務原線、尾西線（弥富方面）の各線各方面に、毎時2本の新名古屋駅直通特急が設定された[108][94]。
- 河和線、常滑線と名古屋本線西部、犬山線・各務原線の特急直通系統を変更。上り方面は河和線が犬山線・各務原線、常滑線が名古屋本線西部に直通し、下りは名古屋本線西部が河和線、各務原線・犬山線が常滑線へ直通[39][41]。
- 新名古屋駅の特急発着時刻を整理。岐阜方面は毎時0分、10分…。豊橋方面は毎時5分、15分…とする[109]。

| 下り             | 下り           | 下り         | 下り       | 行先 | 上り       | 上り  | 上り  | 上り  | 上り  |
| 新岐阜           | 犬山経由新岐阜 | 御嵩・八百津 | 津島・弥富 | 行先 | 豊橋       | 蒲郡  | 碧南  | 河和  | 常滑  |
| ---------------- | -------------- | ------------ | ---------- | ---- | ---------- | ----- | ----- | ----- | ----- |
| 0 10 20 30 40 50 | 5 35           | 22 52        | 7 37       | 分   | 5 15 35 45 | 17 47 | 27 57 | 25 55 | 10 40 |
- 昼間帯の普通列車を削減。代替として新名古屋駅 - 東岡崎駅間に準急毎時2本新設[110]。
- 名古屋本線など主要線区で終電を繰り下げ[109]。
- 小牧線の急行を準急に格下げ[111]。

1967年12月17日改正
- 岐阜市内線と揖斐線とが直通運転を開始し、新岐阜駅前駅 - 本揖斐駅間に急行7往復を設定。所要時間47分[108]。

1968年3月20日改正
瀬戸線ダイヤ改正。
- 特急を毎時2本から毎時3本に増発し、準急を新設[108]。急行を廃止[112]。
- 喜多山駅折返し列車を尾張瀬戸駅発着に変更[112]。
- 乗降客の少ない本町駅、矢田駅への停車列車を削減。10時 - 15時台は全便通過[112]。

1968年5月12日改正
堀田駅、津島駅高架化完成に伴うダイヤ改正。
- 犬山線の最高速度を110km/hに[112]。蒲郡線も曲線改良によりスピードアップ[113]。
- 尾西線の普通列車（毎時2本）のうち毎時1本を特急に昇格。残る1本も津島駅から特急とし[114]、新名古屋駅 - 玉ノ井駅間特急（津島線経由）が16本設定される[113][112]。津島線の特急が15分間隔となる[112]。
- 豊川線に本線直通準急（豊川稲荷駅 - 東岡崎駅間）を設定[115]。豊川線内は諏訪町駅と市田駅に停車[102]。

1968年8月5日改正
- 揖斐線、谷汲線ダイヤ改正。急行の増発と終電の延長[113]。

1968年8月26日改正
岐阜線（岐阜市内線、美濃町線、揖斐線、谷汲線）、瀬戸線以外で実施。7500系電車増備に伴うダイヤ改正。
- 7500系電車による定速運転に基づく「S速度」を適用[117]。同時に犬山線も「B速度」から「A速度」にスピードアップ[117]。7500系の8両固定編成による特急も運転開始。
- 特急所要時間を短縮。豊橋駅 - 新名古屋駅間52分、新名古屋駅 - 新岐阜駅間25分[113]。
- 西尾線・蒲郡線直通特急「三河湾号」を1日6往復に増発[116]。
- 三河線直通特急を増発。従来の碧南駅・豊田市駅 - 御嵩駅・八百津駅間の設定に加えて刈谷市駅 - 御嵩駅間、碧南駅または刈谷市駅 - 津島駅 - 新一宮駅間の特急が設定され、刈谷市駅 - 知立駅間の特急設定本数が毎時4本に増加した[63][64]。
- 休日ダイヤの河和線特急を7本増発[116]。

1968年12月11日改正
- 揖斐線、谷汲線ダイヤ改正。忠節駅 - 本揖斐駅間の急行を毎時2本に増発[113]。

1969年7月6日改正
名古屋市を軸とする都市間輸送、および観光特急の整備を目的としたダイヤ改正。
- 名古屋本線の特急の一部を知立駅を通過し、豊橋駅 - 新名古屋駅間の所要時間を50分に短縮[118]。当該列車は「快速特急」と呼称された[119]。
- 犬山線（広見線・八百津支線・各務原線含む）と西尾線・蒲郡線とを結ぶ特急を毎時2本設定し、両観光地（犬山と三河湾国定公園）を直結する観光特急と位置付ける[118][100]。従来犬山線方面へ直通していた河和線の特急は、西尾線・蒲郡線の旧系統と入れ替わる形で名古屋本線西部へ直通するようになった[39]。
- 昼間帯の三河線の特急は全て津島線・尾西線方面へ直通するようになった。また、三河線（海線）内の特急運転区間を延長。パターンダイヤでは刈谷市駅・碧南駅発着から三河高浜駅・碧南駅・吉良吉田駅発着に改められた[63][64]。
- 豊川線の特急を廃止[102]。
- 尾西線の特急を準急に格下げ（停車駅変更なし）[114]。
- 蒲郡線の重軌条化に伴い、同線の最高速度を95km/hに[120]。
- 名古屋本線の荷物専用列車を廃止[118]。
- 改正前の4月5日に1944年から休止中だった多くの駅が廃止され、引き続き休止扱いとされたのは江吉良駅、東大手駅、宮崎口駅のみであった。

## 1970年代

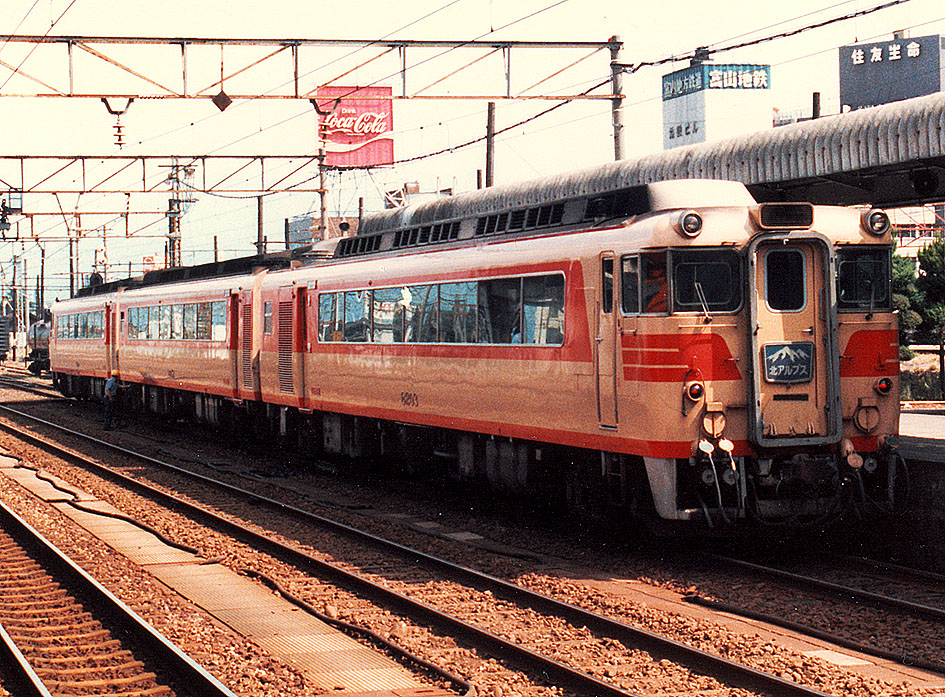
特急「北アルプス」の富山地方鉄道乗入れ
（1970年7月15日改正）

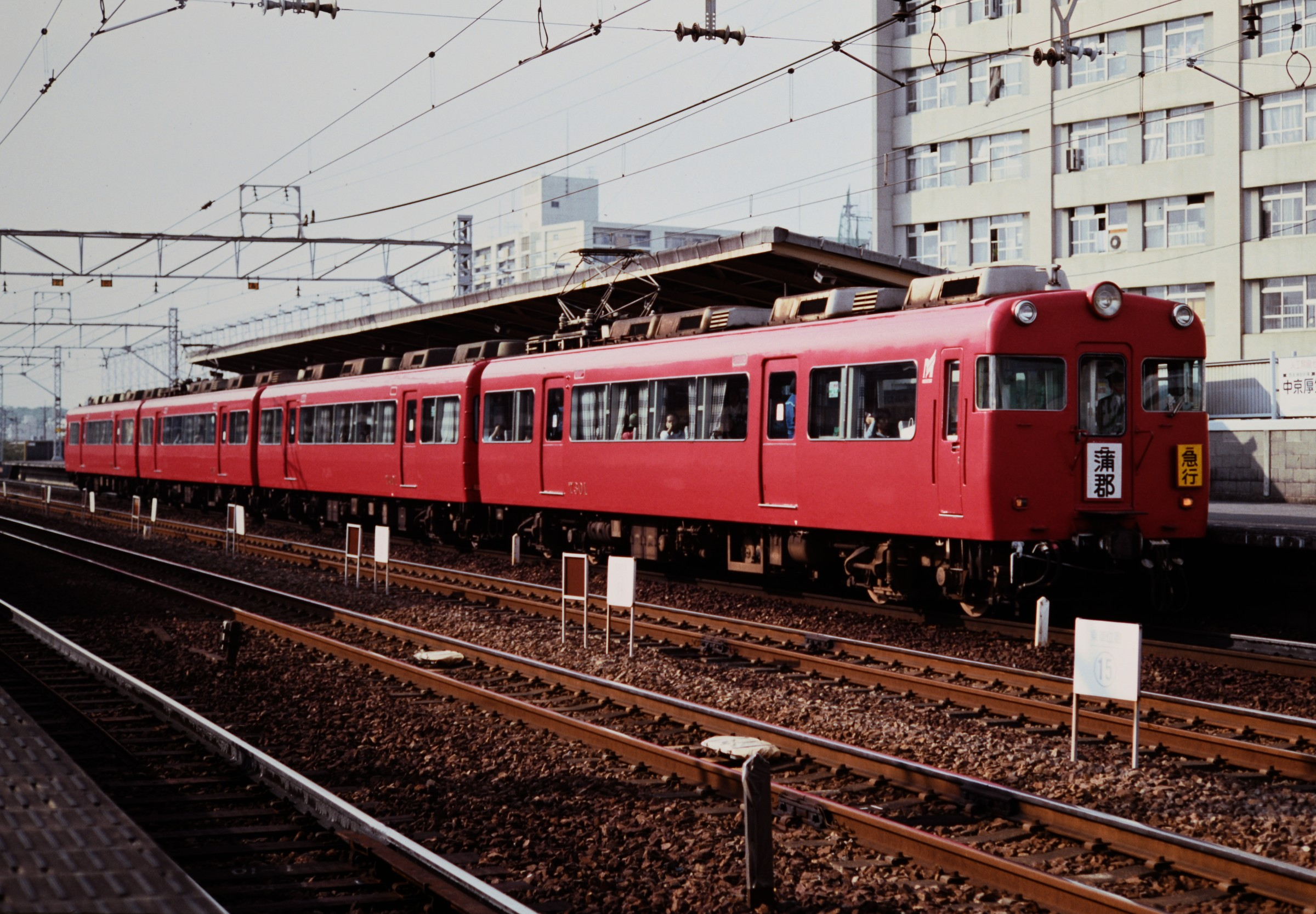
支線直通列車のサービス向上（7300系）
（1971年12月27日改正）

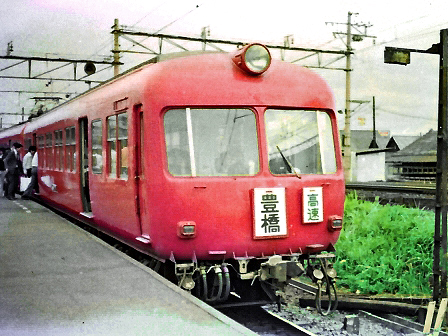
「高速」の登場
（1977年3月20日改正）

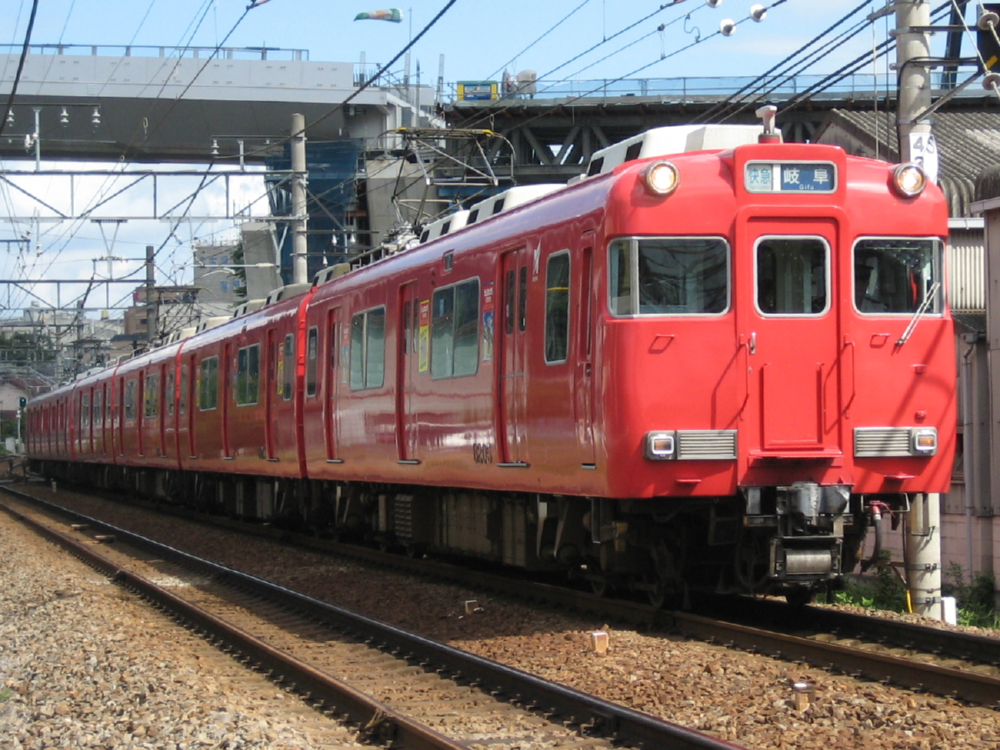
通勤形電車の新製投入（6000系）
（1977年3月20日改正）

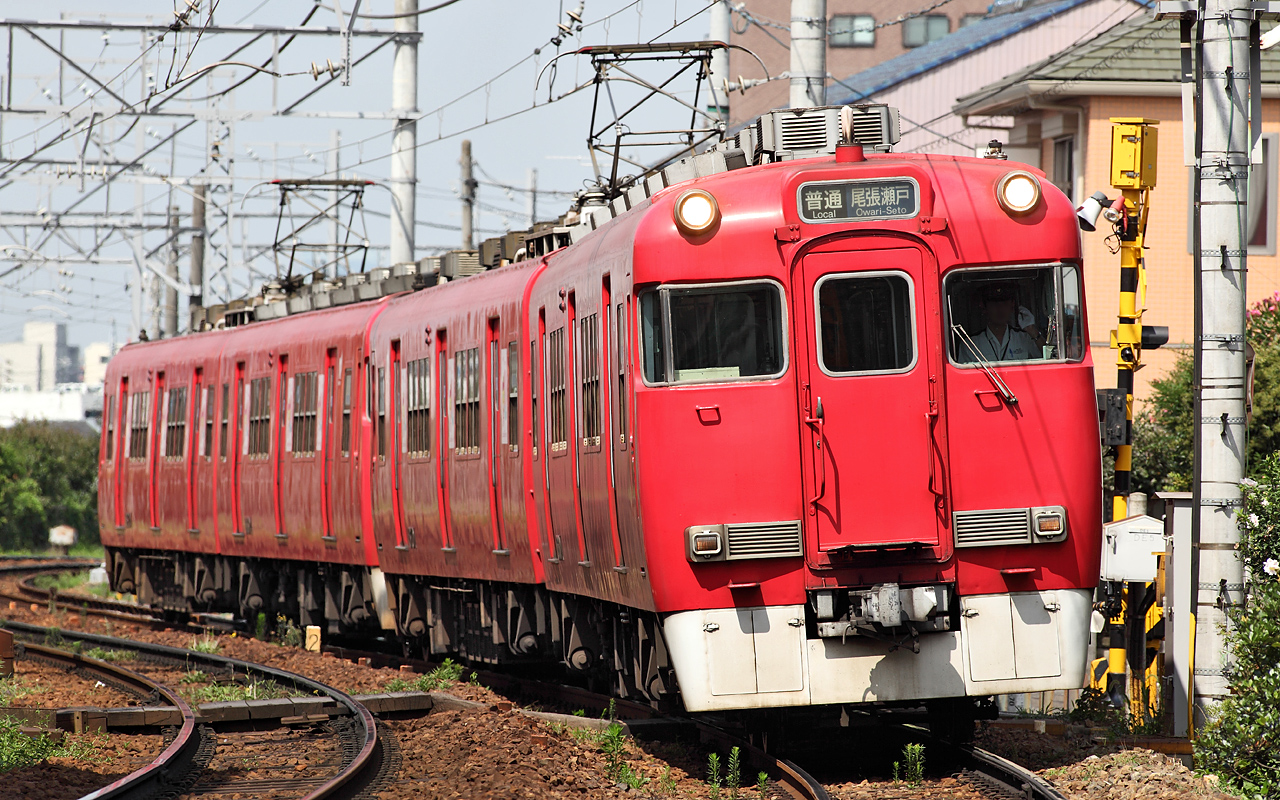
瀬戸線の昇圧と栄町乗入れ
（1978年8月20日改正）

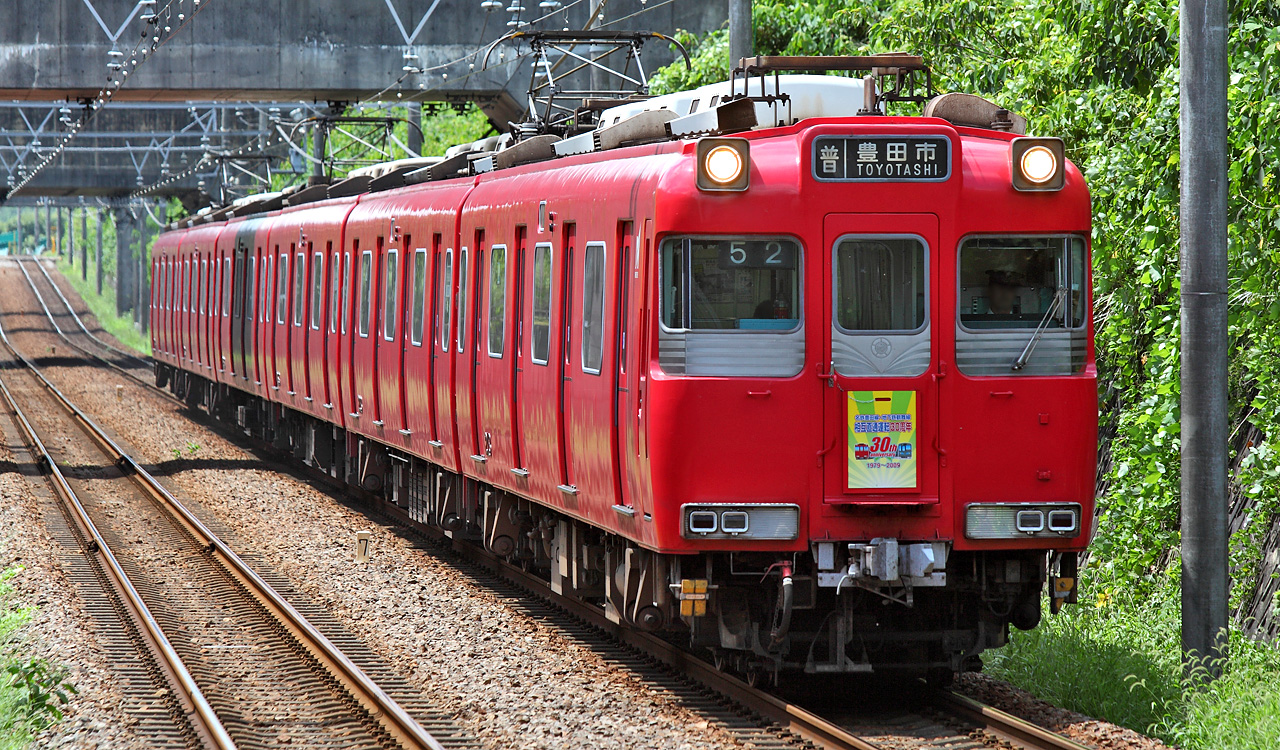
相次ぐ新線の開業（豊田線）
（1979年7月29日改正）

1970年5月25日改正
- 7000系電車増備に伴うダイヤ改正。朝夕時間帯に座席指定特急を新設[121]。

1970年6月25日改正
- 田神線開業。新岐阜駅 - 美濃駅間に急行を設定（所要時間53分）。北一色駅の交換設備を廃し、野一色駅に新設[121]。

1970年7月15日改正
- 国鉄乗り入れ急行「たかやま」が急行「北アルプス」に改称。ハイシーズンには飛騨古川駅 - 富山地方鉄道富山地方鉄道立山線立山駅間で延長運転を行い、他に例がない「私鉄 - 国鉄 - 私鉄」の3路線直通運転を開始[121][97]。

1970年11月24日改正
- 豊橋駅 - 新名古屋駅間のディーゼル特急を6往復に増発[121]。

1970年12月25日改正
1967年（昭和42年）以来の特急ダイヤ施策から方針転換を図った最初の改正。普通列車を増発して30分毎の運転とし、優等列車を15 - 30分毎に設定するパターンダイヤ形成を推進する（「ラウンドダイヤ」と呼称）。
- 特別停車、特別通過の削減。知立駅通過の「快速特急」を廃止し、原則として同駅には全ての特急が停車するようになる（座席指定特急を除く）。また、岩倉駅にも全ての特急が停車するようになる[121]。
- 名古屋本線前後駅、中京競馬場前駅、有松駅、本笠寺駅、西枇杷島駅、新清洲駅、大里駅、犬山線西春駅、河和線南加木屋駅が準急停車駅に昇格[125]（朝ラッシュ時間帯の準急は引き続き通過[74]）。
- 特急系統を変更。
  - 西尾線・蒲郡線系統の特急が名古屋本線西部方面への直通に戻され、常滑線および河和線系統の特急が犬山線・各務原線（上りは河和線、下りは常滑線）・広見線（上りは常滑線、下りは河和線）へ直通[63][41]。
  - 三河線の特急系統が整理され、碧南駅・豊田市駅 - 佐屋駅・弥富駅間のみの運行となった[63]。また、三河高浜駅折り返し列車を新川町駅折り返しに変更[74]。
  - 通勤時間帯に、8000系気動車の間合い運用以外の座席指定特急を数本新設。
- 普通列車を増発および優等列車からの格下げ。
  - 名古屋本線国府駅 - 東岡崎駅間・鳴海駅 - 新名古屋駅間・新一宮駅 - 新岐阜駅間の普通を毎時1本増発[125]。鳴海駅 - 新名古屋駅間は毎時3本、他線区は毎時2本になった[126]。
  - 豊川線の名古屋本線直通準急を廃止し、運転区間を豊橋駅 - 東岡崎駅間に変更。豊川線の準急運転は朝夕時に線内運転するのみとなった[100][102]。
  - 常滑線太田川駅 - 常滑駅間の準急毎時1本を普通に格下げ。全区間で普通毎時2本が確保される[125]。
  - 河和線太田川駅 - 知多半田駅間の普通を毎時1本増発。太田川駅 - 富貴駅間に普通毎時2本が確保される[125]。
  - 犬山線は普通列車と一部区間準急で運転される普通列車がそれぞれ毎時2本設定された[126]。
  - 各務原線は三柿野駅 - 新岐阜駅間の普通を毎時1本増発[125]。同区間で普通毎時2本が確保されたほか、一部区間準急で運転される普通列車（毎時1本）が小牧線に直通[126]。
  - 尾西線を走る列車を、一部を除き全て普通とした[114]。
  - 竹鼻線の準急を廃止。線内を毎時2本の普通のみの運行とした[127]。
- 種別変更する駅を整理。名古屋本線新一宮駅、須ヶ口駅、新名古屋駅、豊明駅、犬山線岩倉駅、常滑線太田川駅、河和線知多半田駅に絞る[74]。
- 交通信号機の増設に伴い美濃町線の所要時間を延長。新岐阜駅 - 美濃駅間55分→1時間、新岐阜駅 - 新関駅間43分→48分、徹明町駅 - 新関駅間45分→52分）[126]。
- 座席指定特急の名称を原則として「行先＋号」表示とした[121]。
- この改正による列車増発により、神宮前駅 - 枇杷島分岐点間の運行間隔が2分30秒まで短縮されたため、配線変更なしの増発が難しくなった[124]。
- 名古屋本線での7500系8両固定編成の運転を廃止、ダイヤ編成も7000系基準の「A速度」に戻した。

1971年3月29日改正
- 瀬戸線ダイヤ改正。準急を増発[128]。

1971年6月14日改正
- 揖斐線、谷汲線ダイヤ改正。忠節駅 - 美濃北方駅間を増発[128]。

1971年12月27日改正
- 7300系電車を三河線、竹鼻線に投入[128]。
- 三河線のスピードアップ。新川町駅折り返し列車を碧南駅まで延長[128]。
- 西尾線を重軌条化。最高速度を100 km/hに[120]。
- 犬山線と小牧線、広見線の接続を改善[128]。

1972年10月21日改正
- 美濃町線ダイヤ改正。新関駅 - 美濃駅間の急行運転を廃止し、同区間を普通に種別変更[129]。

1973年11月12日改正
- ディーゼル特急を津島線津島駅まで延長[130]。

1974年3月17日改正
- 津島線、尾西線ダイヤ改正。六輪駅 - 森上駅間が複線化されて津島駅 - 森上駅間の複線化が完了。新名古屋駅 - 森上駅間に特急を8往復新設[130]。

1974年6月30日改正
知多新線（富貴駅 - 上野間駅間）が開業。
- 富貴駅が特急停車駅に昇格。
- 富貴駅 - 上野間駅間に82本の列車を設定。そのうち上下各7本（ラッシュ時）が新名古屋駅へ直通[132]。

1974年9月17日改正
前年に起こった第一次オイルショックの影響で、マイカーからのシフトによる鉄道利用客増加に対応し、地域密着を図った白紙改正。名古屋本線の特急は毎時4往復のうち2往復を急行に格下げするなど、本線区の急行が大幅に設定される。この改正で75駅の停車本数が増加し、毎時1本しか止まらない駅は50駅から29駅に減少した。
- 国府宮駅と古知野駅が特急停車駅に昇格[130][97]。これにより両駅の停車本数は国府宮駅が145本から321本に、古知野駅が207本から270本に増加[122]。
- 特急系統の新設・整理。
  - 鳴海駅・新安城駅に特別停車[注釈 9]する特急（美合駅・東岡崎駅 - 新岐阜駅間）を新設[130][96]。
  - 尾西線（森上方面）の特急を蒲郡駅まで延長し、西尾線・蒲郡線の特急系統と統合[64]。
  - 三河線の特急を急行に格下げし、豊田市駅 - 知立駅間、碧南駅 - 知立駅間の線内運行に変更。特急は朝夕時間帯に碧南駅 - 津島駅間に三河線内普通、津島線内急行として運転される列車を残すのみとなった[63]。
  - 常滑線、河和線、犬山線、各務原線、広見線の特急系統を整理。常滑駅 - 御嵩駅間、常滑駅 - 新鵜沼駅 - 新岐阜駅間に毎時1本、河和駅 - 新鵜沼駅間に毎時2本（うち毎時1本は座席指定）設定[41]。
- 八百津支線と各務原線三柿野駅 - 新岐阜駅間に準急を新設[64]。
- 豊橋駅 - 東岡崎駅間の準急を廃止[100]。日中に伊奈駅 - 国府駅間を走る列車（特急を除く）が従来の準急（小田渕駅に特別停車）毎時1本から急行・普通毎時各2本に変更。これにより伊奈駅と小田渕駅に停車する列車が増加。

1975年9月16日改正
瀬戸線・揖斐線・谷汲線をのぞく各線で実施。車両増備による混雑時の増結、急行の増発と、緩急接続を考慮したダイヤを強化。
- 7000系電車（7100形）を12両増備し、東京急行電鉄から譲渡された通勤形の3700系電車を3880系電車として12両を導入[135]。
- 特急、急行の8両編成運転を増強[136]。名古屋本線の8両で運転する特急が11本から18本に増強され、AL車による8両特急も定期運用に設定された[137]。
- 遅延の原因となっていた新名古屋駅の発着間隔および停車時間を延長。それぞれ2分間隔・50秒停車から2分30秒間隔・1分10秒停車に改めたが、編成長を延ばすことで従前以上の輸送力をラッシュ時に確保した[注釈 10][133]。
- 犬山線特急のうち毎時2本、および河和線系統、尾西線森上直通系統[注釈 11]の特急を急行に格下げ[134]。
- 津島線直通特急（新名古屋駅 - 津島駅間）を新設。他方で、ディーゼル特急の津島線直通が廃止された[64]。
- 三河線・津島線直通列車の種別を格下げ。碧南駅 - 新名古屋駅間急行、新名古屋駅 - 須ヶ口駅間準急、須ヶ口駅 - 津島駅間を普通とした[63]。
- 小牧線の準急を廃止[64]。
- 美濃町線の急行を廃止[134]。運転間隔を27分ごとから30分ごとに[138]。
- 岐阜市内線と揖斐線の直通列車を市内線区間でも全列車連結運転を行う[139]。
- 岐阜市内線の所要時間を約10 %延長。これにより、例えば新岐阜駅 - 徹明町間はダイヤ上では1日589本から483本と大幅な減少となったが、改正前より遅延やそれに伴う間引き運転が常態化していたため、ダイヤ通りの本数が運行されない日が多かった。今回の所要時間延長はダイヤを実態に合わせたものである[138]。

1976年4月12日改正
- 新清洲駅待避線完成（4月1日）および三河線知立駅 - 重原駅間複線化に伴うダイヤ改正[135]。新清洲駅が急行停車駅に昇格[140]。

1976年8月30日改正
瀬戸線ダイヤ改正。「お濠区間」（堀川駅 - 土居下駅間）休止に伴う乗客減少に対応。
- 朝夕ラッシュ時に大曽根駅 - 喜多山駅間の普通列車を増発[141]。
- 昼間帯の準急を廃止し、特急・普通を交互に毎時各3本運転。昼間帯の特急は土居下駅 - 大曽根駅間に各駅停車[141]。

1976年10月1日改正
- 国鉄乗り入れ急行「北アルプス」が特急に昇格[140]。

1976年11月1日改正
- 美濃町線ダイヤ改正。徹明町駅 - 美濃駅間の運転間隔を30分ごとに[142]。

1977年3月20日改正
初の高性能通勤形電車となる6000系電車が本格的に稼働。名古屋本線・犬山線・津島線の混雑列車を中心に投入し、輸送力増強・定時運行を図る。
- 従来の特急のうち「座席指定特急」のみを特急とし、乗車券のみで利用可能な列車（通称「一般特急」）を高速に変更（1度目の特急料金施策変更）[142]。列車種別を特急・高速・急行・準急・普通の5種別体制とする[144]。
- 名古屋本線系統（豊橋駅 - 新岐阜駅および美合駅 - 新岐阜駅間）、常滑線・各務原線系統（常滑駅 - 新鵜沼駅 - 新岐阜駅間）、常滑線・広見線系統（常滑駅 - 御嵩駅）の一般特急が高速に格下げされ、常滑線太田川駅以南の特急が一旦消滅した[96][100][41]。なお、朝夕ラッシュ時の一般特急のなかには急行に格下げされた列車もあり、名古屋本線や常滑線の急行停車駅では混雑時の停車本数が増加した[143]。
- 広見線西可児駅、可児川駅が高速停車駅に昇格[143]。
- 豊川線直通高速（上り）・急行（下り）を2往復新設。また、朝ラッシュ時に線内折返しの準急を設定[115]。
- 西尾線、三河線直通特急を急行に変更[142]。これにより三河線の定期特急が全廃[70]。
- 瀬戸線の特急を廃止し、急行に変更（停車駅変更なし）[145]。
- 尾西線の急行を廃止し、普通列車を毎時3本に増発[145]。
- 八百津支線の準急を廃止[64]。

1977年5月30日改正
- 小牧線複線化に伴うダイヤ改正[142]。
- 八百津支線では一部時間帯を除き、普通列車毎時2本の運転となった[146]。

1977年9月1日改正
- 岐阜市内線ダイヤ改正。伊奈波通駅折返し列車を長良北町駅まで延長[142]。

1978年3月19日改正
- 瀬戸線ダイヤ改正。瀬戸線を600V から1,500 Vに昇圧し6600系電車などの営業運転を開始[142]。同時に最高速度を70 km/hから85 km/hにスピードアップ。

1978年5月29日改正
- 名古屋空港アクセスを目的としたビジネス急行「朝日号」運行開始（東岡崎駅 - 岩倉駅間）[147]。

1978年8月20日改正
瀬戸線栄町乗入れに伴う瀬戸線ダイヤ改正。
- 栄町駅 - 東大手駅間の地下新線開業。東大手駅の営業再開[142]。
- 東大手駅（大津町駅の代替）、小幡駅、喜多山駅が急行停車駅に昇格[148]。
- 朝ラッシュ時に実施されていた千鳥式運転をやめ、準急・普通列車毎時各5本の運転に整理[148]。
- 昼間帯は急行毎時2本（4両編成）、普通毎時4本（2両編成）のパターンダイヤとし、急行に3780系電車、普通に6600系電車を充当[148]。
- 喜多山駅発の始発列車を5時30分に繰り上げし、終電を栄町駅23時30分に繰り下げ[148]。

1978年9月10日改正
- 聚楽園駅下り待避線新設に伴うダイヤ改正[135]。

1978年10月2日改正
- 特急「北アルプス」が金山橋駅、岩倉駅に停車するようになる[147]。

1979年7月29日改正
- 豊田線（通称「豊田新線」）開業[注釈 8]。名古屋市営地下鉄鶴舞線との相互直通運転を開始[149]。平日ラッシュ時のみ15分間隔、それ以外は21分間隔で運行[150]。
- 三河線（山線）の急行を廃止し、普通列車のみ20分間隔の運転に変更[151]。

## 1980年代

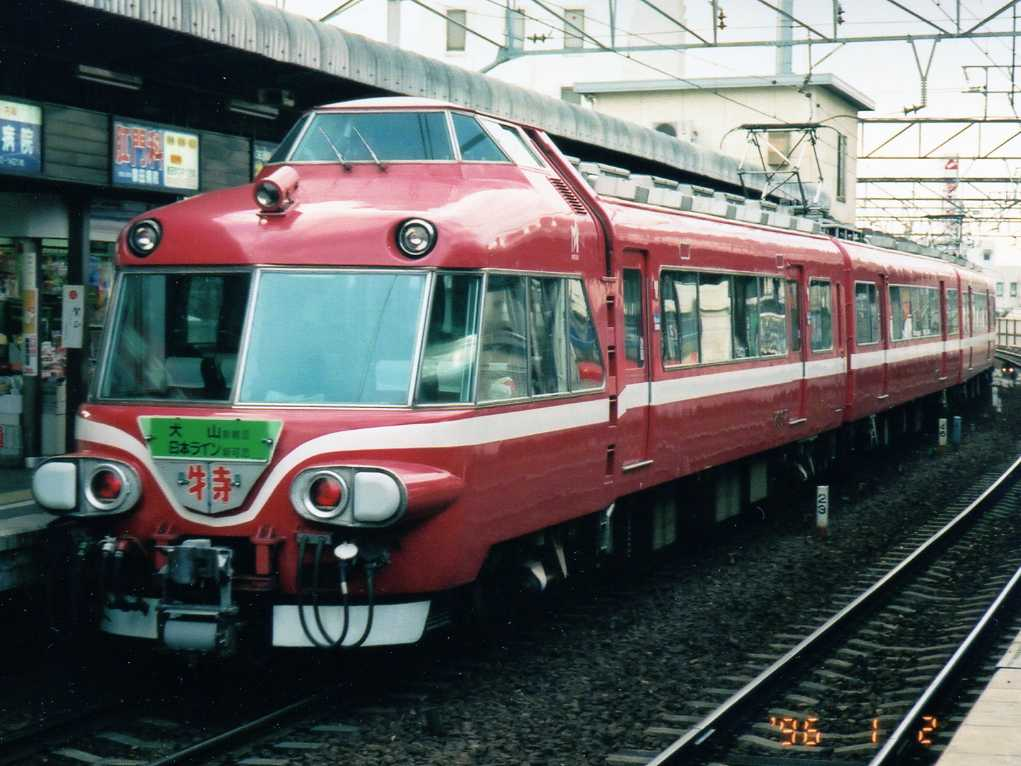
“白帯車”の登場
（1982年3月21日改正）

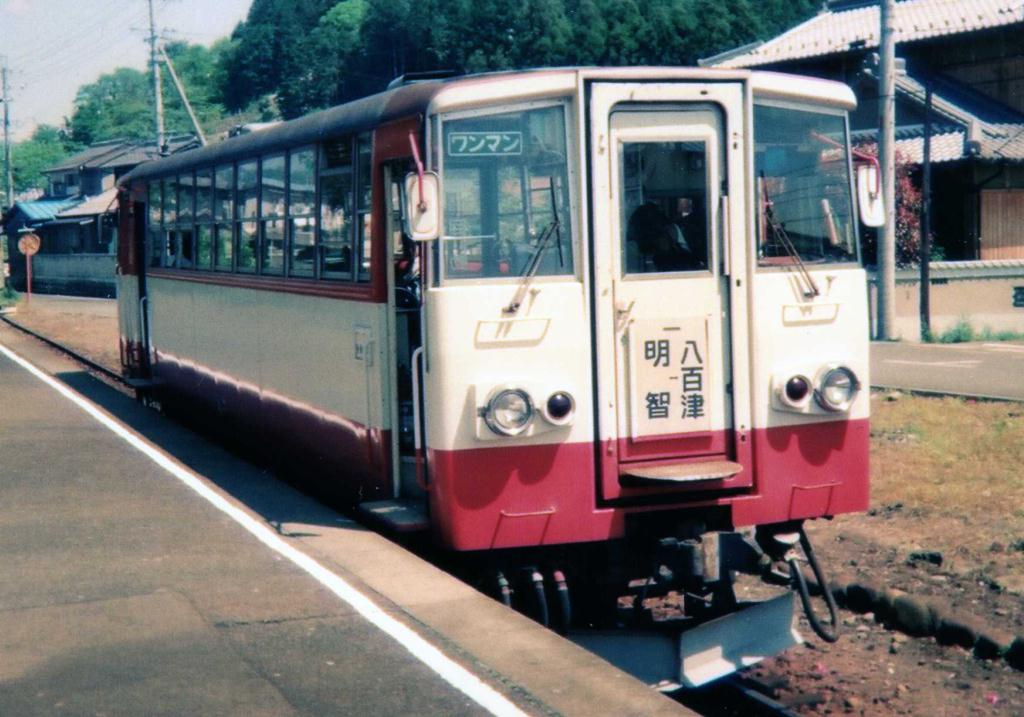
閑散路線の合理化（キハ10形）
（1984年9月23日改正）

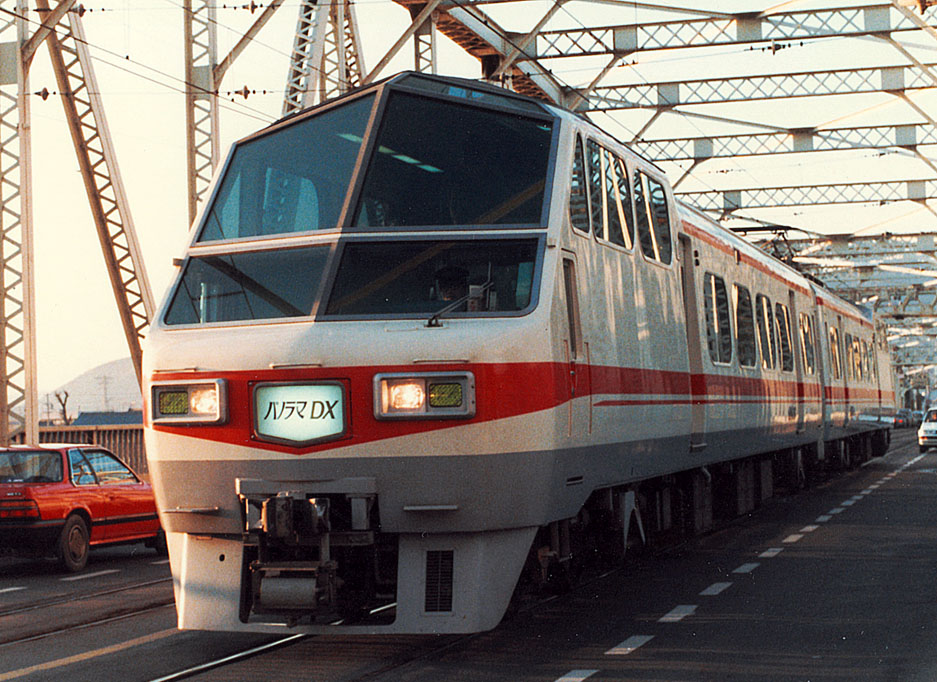
特急専用車両の登場（8800系）
（1984年12月15日改正）

特急系統図
（1985年3月14日改正）

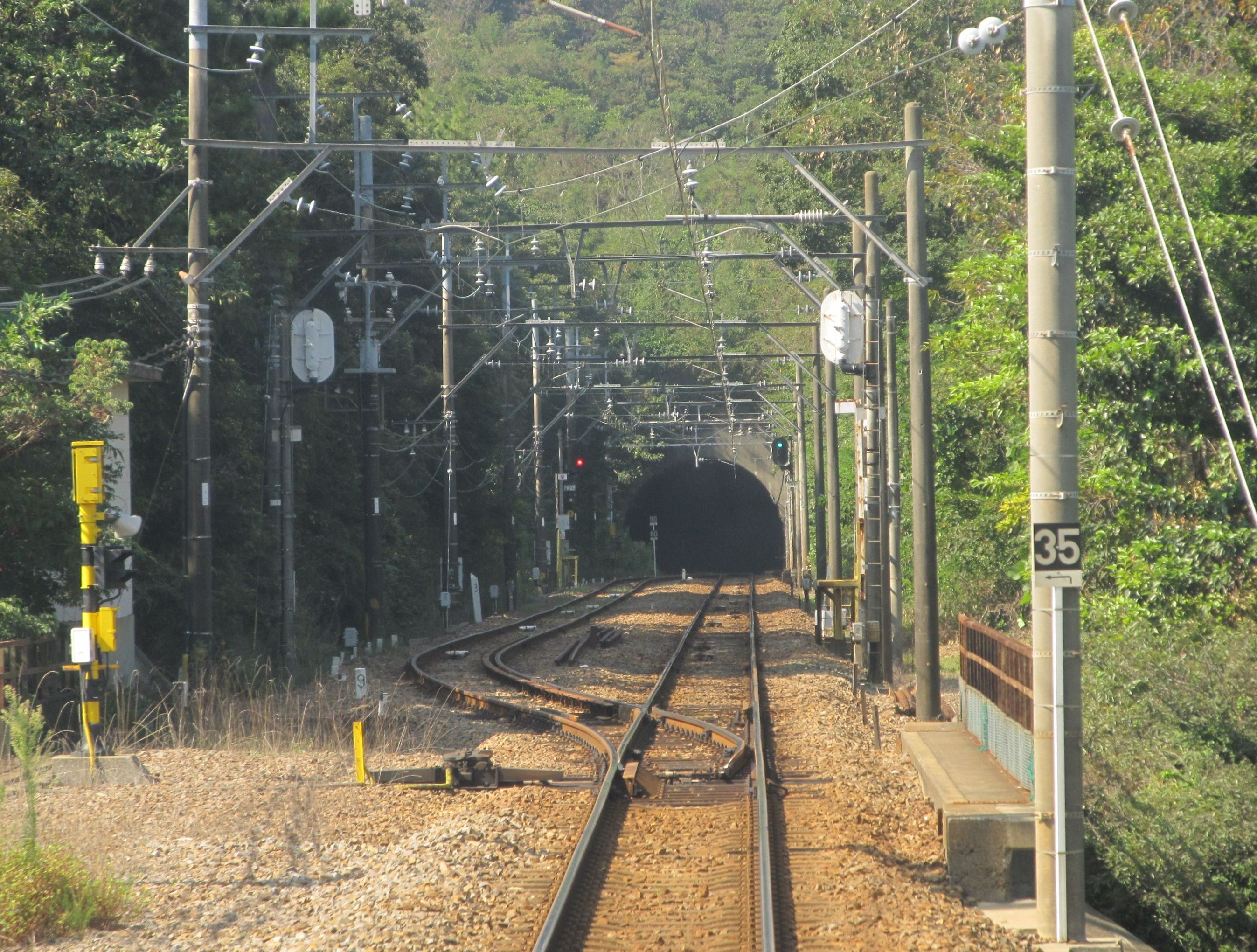
設備を強化し列車増発に対応（別曽池信号場）
（1986年7月20日改正）

1980年4月7日改正
- 津島線ダイヤ改正。青塚駅を準急停車駅に昇格[152]。

1980年6月5日改正
- 知多新線全通。内海駅開業[152]。
- 河和線ダイヤ改正。新名古屋駅 - 内海駅間の特急を設定（所要時間52分）[152]。

1981年2月15日改正
- モ880形電車導入。
- 競輪場前駅に交換設備を新設し、美濃町線の運転間隔を15分に[153]。昼間帯は新関駅 - 美濃駅間を折返し運転に変更[154]。

1981年11月20日改正
- 豊田線、三河線ダイヤ改正。三河線碧南方面の急行を廃止して普通毎時4本体制とし、豊田線の運転間隔を21分から20分に[155]。
- 三河線碧南駅 - 吉良吉田駅間を昼間のみ区間運転とし、モ800形電車1両での運行に変更[156]。

1982年3月21日改正
「ローカル駅の乗降客優遇」を掲げて実施した白紙改正。主要駅間の所要時間よりも中間駅の停車本数確保を優先し、高速の急行化・準急の普通化を推進。座席指定特急・急行・普通を主体としたダイヤに変更した。
- 7000系4両組成5本を名鉄で初めての特急専用車両（通称白帯車）に改造し運用開始[135]。以降、白帯車は14本まで増え、特急専用車化が進む。
- 6000系電車（7次車）16両を投入。ラッシュ時においてAL車やパノラマカーが充当されていた系統を6000系電車に置き換えて定時性、居住性を向上させた[158]。
- 優等列車、直通系統を整理。
  - 名古屋本線の新安城駅が高速停車駅（一部特別通過）に昇格し、鳴海駅にも一部の高速が停車[159]（停車本数は新安城駅が47本、鳴海駅が32本[160]）。
  - 瀬戸線大森駅が急行停車駅に昇格[161]。
  - 名古屋本線の座席指定特急を終日毎時2本に増発[97]。
  - 名古屋本線系統の一部（美合駅 - 新岐阜駅間列車[100]）と常滑線 - 犬山線系統[41]の高速を急行（広見線内は普通）に格下げ。また、常滑線 - 各務原線系統の高速を廃止[41][注釈 12]。「高速」は名古屋本線系統のみの設定となる[158]。
  - 昼間帯の三河線、西尾線・蒲郡線直通列車を廃止[155]。西尾線・蒲郡線直通特急は平日2本を残し[160]、平日昼間帯および休日は不定期運用とした[155]。
  - 津島線直通系統を削減[155]し、毎時4本中2本が線内折返しとなる[162]。なお、残った毎時2本の直通列車は須ヶ口駅 - 新名古屋駅間を準急で運行し[158]、本改正でパターンダイヤ上に残された唯一の準急列車となった[159]。
  - 河和駅・内海駅 - 新鵜沼駅間の急行を三柿野駅まで延長[41]。後述の三柿野駅 - 新岐阜駅間の普通に接続[159]。
- 急行・準急を削減して普通列車を増発し[155]、普通毎時4本区間を拡大[158]。
  - 蒲郡駅 - 森上駅間に運転されていた急行を廃止[63]。これに伴い西尾線新安城駅 - 西尾駅間の普通を毎時3本から4本に増発[155]。
  - 利用客の少なかった須ヶ口駅 - 鳴海駅間の準急を大幅削減[159]。
  - 津島線内の急行・準急の設定は早朝数本のみとなり[162]、普通を増発[158]。
  - 各務原線三柿野駅 - 新岐阜駅間に毎時1本運行されていた準急を普通に格下げして毎時2本に増発[159]。
  - 昼間帯の小牧線小牧駅 - 上飯田駅間に普通を増発。同区間同時間帯は普通毎時4本となる。また、朝に残っていた準急4本が普通に格下げされた[160]。
  - このほか、常滑線太田川駅 - 新名古屋駅間、名古屋本線・犬山線新名古屋駅 - 岩倉駅間、名古屋本線笠松駅 - 新岐阜間の準急が普通に格下げされ[159]、瀬戸線の準急も一部普通列車に変更された[161]。
- 富貴駅 - 河和駅間および富貴駅 - 内海駅間（不定期）の普通列車を毎時1本増発し、富貴駅で優等列車から別方面に乗り換えられるようにした[159]。
- 日中の豊橋駅への普通列車乗り入れを廃止する一方で、モ800形電車による荷物列車が設定され、旅客列車が入線することのない豊橋駅2番線に乗り入れた[163]。
- 基本ダイヤ上に不定期列車を配置することで、臨時ダイヤのうち不定期列車の増発に留まる傾向にある「春ダイヤ」「秋ダイヤ」を基本ダイヤに統合した[158]。

1982年10月18日改正
- 岐阜市内線ダイヤ改正。伊奈波通駅 - 長良北町駅間の運行本数削減[164]。

1982年12月11日改正
羽島線（羽島新線）開業に伴うダイヤ改正。
- 羽島駅を羽島市役所前駅に改称。休止中の江吉良駅営業再開[164]。
- 新岐阜駅 - 新羽島駅間に毎時2本急行を運転[165]。

1983年3月18日改正
6000系電車の増備、リトルワールド開館、常滑駅改良に伴うダイヤ改正。
- 日本福祉大学が沿線に移転開業したことに伴い、知多新線知多奥田駅が特急停車駅に昇格[164]。また、同校の学生輸送列車として河和線の急行停車駅を一部通過する内海行急行を平日の朝、夕方にそれぞれ1本ずつ設定。この列車は新名古屋駅で急行に種別変更するが、誤乗防止のため「快速急行」と書かれた行先板が掲示された[166][167]。
- 広見線西可児駅が特急停車駅に昇格。
- 新名古屋駅 - 西尾駅間に特急を平日昼間毎時1本新設[164]。
- 名古屋本線 - 津島線・尾西線（佐屋駅）間の直通急行を設定[64]。
- 各務原線の三柿野駅折返し急行を毎時1本新岐阜駅まで延長[164]。

1983年7月21日改正
- 河和線ダイヤ改正。阿久比駅を新設して急行停車駅とし、坂部駅を普通停車駅に降格[168]。

1983年8月21日改正
- 大曽根駅の高架化完成に伴う瀬戸線ダイヤ改正[169]。夕方ラッシュ時の運転間隔を15分から12分に[168]。

1983年9月23日改正
- 津島線ダイヤ改正。昼間帯に急行が勝幡駅に停車するようになる[170]。

1984年3月20日改正
6500系など一般車両24両、特急車両12両増備に伴うダイヤ改正。
- 三河線、揖斐線、谷汲線の列車を一部削減[171]。谷汲線の急行が廃止され[注釈 13]、昼間帯の運行本数を毎時1本に[173]。
- 名古屋本線の高速、急行に使用する列車編成を7000系列主体に変更し増強[174]。
- 常滑線大同町駅が準急停車駅に昇格[172]。
- 本改正より全線を網羅した「名鉄電車・バス時刻表」（現在の「名鉄時刻表」）を刊行する（3月16日発売[168]）。

1984年9月1日改正
- 豊田線、三河線ダイヤ改正。猿投駅 - 西中金駅間の運転間隔を40分から60分に[171]。

1984年9月23日改正
- 八百津支線ダイヤ改正。電車運転を廃止しキハ10形気動車による運行に切り替え[175]。閑散時に実施していた線内中間駅の特別通過を廃止し全ての駅に停車[176]。

1984年10月16日改正
- 谷汲線ダイヤ改正。揖斐線直通列車を削減し、ワンマン運転開始[173]。

1984年12月15日改正
- 8800系電車（パノラマDX）が就役。同形式を使用した特急列車をデラックス特急（DX特急）と呼称し、座席指定料金を従来[注釈 14]の倍の500円（A料金）とした[171]。

1985年3月14日改正
- 広見線新可児駅 - 御嵩駅間および三河線猿投駅 - 西中金駅間においてもキハ10形気動車によるレールバス運転を開始（広見線は一部列車のみ。三河線は電気運転を完全に廃止）。またレールバス運転をワンマン化[177]。
- 各務原線切通駅が急行停車駅に昇格[178]。
- 急行系統の新設・変更[177]。
  - 豊川線直通急行を新設（豊川稲荷駅 - 新鵜沼駅 - (犬山経由)新岐阜駅間）[63]。
  - 河和線・知多新線系統の新岐阜行き急行を犬山線経由から名古屋本線西部経由に変更[39]。
  - 昼間帯に運転されていた佐屋駅発着の急行を蒲郡駅まで延長した（蒲郡駅 - 新安城駅間は普通）[63]。
- 西尾線新安城駅 - 西尾駅間の普通を昼間毎時4本から3本に削減し[177]、毎時1本実施されていた西尾口駅の特別通過を廃止。
- 日中、各務原線新岐阜駅 - 小牧線上飯田駅間に運転されていた普通列車が犬山駅で系統分離された[179]。
- 国鉄乗り入れ特急「北アルプス」はシーズン時における富山地方鉄道への乗り入れが中止となり、また通年の運転区間が新名古屋駅 - 富山駅間に変更された[注釈 15][97]。
- 3880系電車が運用離脱[169]。
- 本改正より列車発着時刻表をコンピュータによる作成に切り替えた[177]。

1985年9月15日改正
- 犬山検車場完成および犬山駅改良に伴う犬山線・各務原線ダイヤ改正。小牧線明治村口駅始発着の特急を新鵜沼駅始発着に変更[177]。

1986年3月21日改正
6500系電車増備、6650系電車投入および東岡崎駅待避線新設に伴うダイヤ改正。
- 犬山線、瀬戸線の輸送力増強。瀬戸線では昼間帯の普通列車を毎時4本に増発[180]。
- 朝夕ラッシュ時に残っていた揖斐線直通列車を全廃し、谷汲線の全列車を線内運行に変更[173]。

1986年5月3日改正
- 谷汲線ダイヤ改正。15時 - 18時台の運行本数を毎時1本に削減[173]。

1986年7月20日改正
- 河和線・知多新線ダイヤ改正。太田川駅配線変更、河和駅配線増強、別曽池信号所新設に伴う直通特急列車の増発[181]。

1986年11月1日改正
- 名古屋本線、西尾線、蒲郡線、三河線ダイヤ改正[182]。終電時刻を繰り下げ、国鉄ダイヤ改正（民営化を前提とした大規模改正）に対応[181]。